# Teliköl Kanaly
Teliköl Kanaly är en kanal i Kazakstan.   Den ligger i oblystet Qyzylorda, i den centrala delen av landet, 900 km söder om huvudstaden Astana.